# FIBA Europe
La FIBA Europe è l'organo che governa la pallacanestro in Europa e una delle cinque Zone della Federazione Internazionale Pallacanestro (insieme ad Africa, America, Asia e Oceania).
È un'associazione internazionale fondata nei giorni tra il 15 e il 17 marzo 1957, che riunisce al momento 51 federazioni nazionali di pallacanestro d'Europa.
La sede della FIBA Europe è situata a Monaco, Germania.

## Ruolo
Come organo di governo, è responsabile del controllo e dello sviluppo della pallacanestro in Europa.
Inoltre, promuove, supervisiona e dirige le competizioni europee a livello di club e di squadre nazionali, e gli arbitri europei internazionali.
Le decisioni più importanti vengono prese dalla Board of FIBA Europe che consiste di 25 persone elette dalle federazioni nazionali. La Board of FIBA Europe si riunisce due volte all'anno, ed è l'organo esecutivo che rappresenta tutte le 51 federazioni che sono membri della FIBA Europe.
Tutte le 51 federazioni si incontrano una volta all'anno alla Assemblea Generale della FIBA Europe.

## Paesi fondatori
- Italia
- Germania
- Francia
- Spagna

- Grecia
- Romania
- Lituania
- Portogallo

- Svizzera
- Cecoslovacchia
- Belgio
- Jugoslavia

- Finlandia
- Polonia
- Ungheria
- Bulgaria

## Squadre nazionali maschili
Aggiornate alle qualificazioni EuroBasket 2021.

### Eurobasket

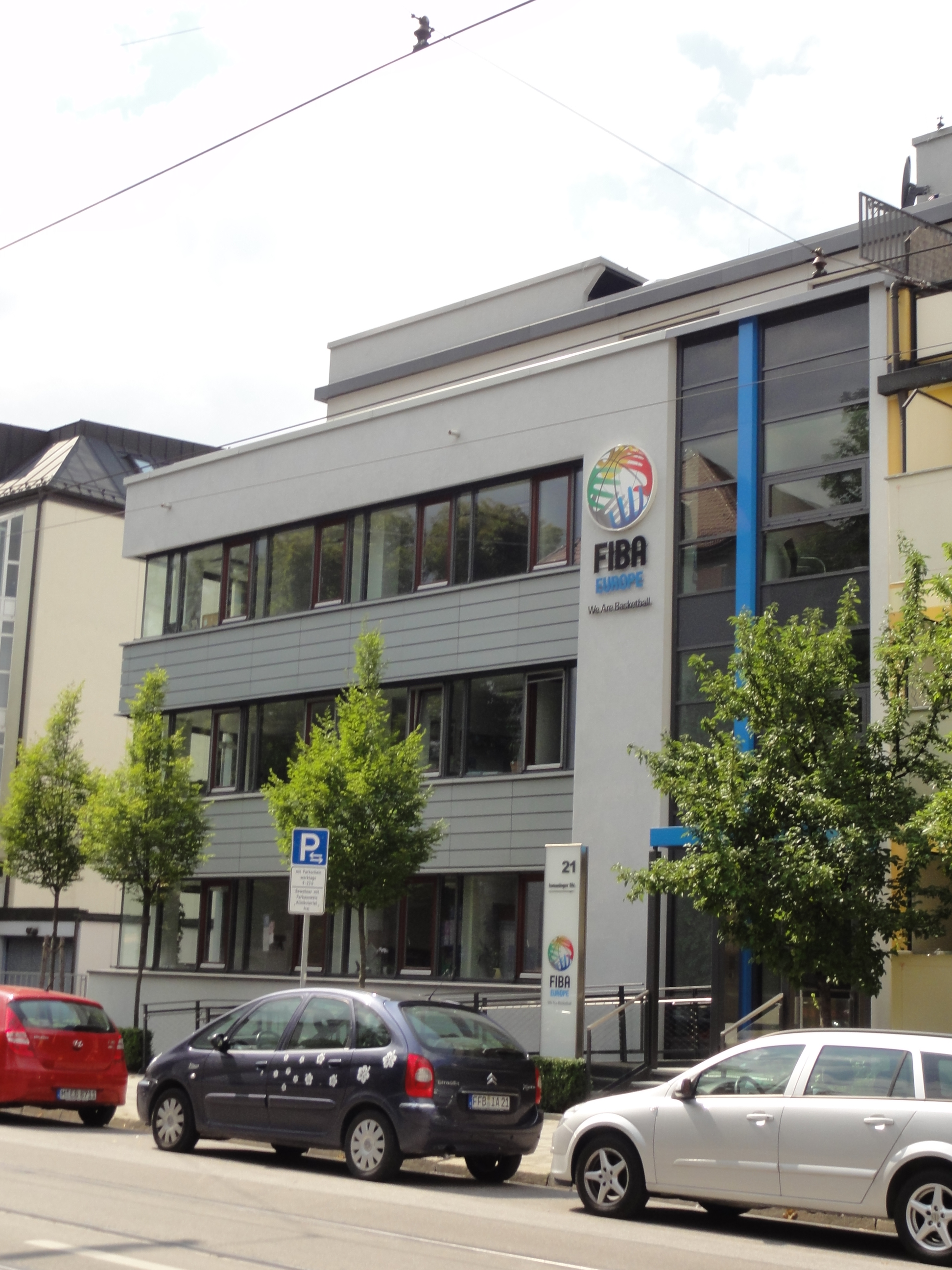
La sede di Monaco.

- Albania
- Austria
- Belgio
- Bosnia ed Erzegovina
- Bielorussia
- Bulgaria
- Cipro
- Croazia
- Danimarca
- Estonia
- Finlandia
- Francia
- Georgia
- Germania
- Gran Bretagna
- Grecia
- Israele
- Islanda
- Italia
- Kosovo

- Lettonia
- Lituania
- Lussemburgo
- Macedonia del Nord
- Montenegro
- Paesi Bassi
- Polonia
- Portogallo
- Rep. Ceca
- Romania
- Russia
- Serbia
- Slovenia
- Slovacchia
- Spagna
- Svezia
- Svizzera
- Turchia
- Ucraina
- Ungheria

### Campionato europeo dei piccoli Stati
- Andorra
- Armenia
- Gibilterra
- Irlanda

- Malta
- Moldavia
- San Marino
- Galles

### Attualmente non partecipanti
- Azerbaigian
- Monaco
- Norvegia

### Non più operanti
- Cecoslovacchia divisa in Repubblica Ceca e Slovacchia
- Germania Est confluita nella Germania
- Inghilterra confluita nel Regno Unito

- Jugoslavia divisa in cinque nazionali
- Scozia confluita nel Regno Unito
- Unione Sovietica divisa in quindici nazionali

## Squadre nazionali femminili
Aggiornate alla competizione FIBA EuroBasket Women 2009.

### Division A
- Belgio
- Bosnia ed Erzegovina
- Bulgaria
- Croazia
- Finlandia
- Francia
- Germania

- Gran Bretagna
- Grecia
- Ungheria
- Israele
- Italia
- Lettonia

- Polonia
- Romania
- Serbia
- Slovacchia
- Turchia
- Ucraina

### Division B
- Estonia
- Macedonia del Nord
- Islanda
- Irlanda
- Lussemburgo
- Montenegro

- Paesi Bassi
- Portogallo
- Slovenia
- Svezia
- Svizzera

## Tornei organizzati

### In vigore

#### Per nazionali
- FIBA EuroBasket
- Campionato europeo FIBA dei piccoli stati
- FIBA EuroBasket Women
- Campionato europeo U20
- Campionato europeo U18
- Campionato europeo U16
- Campionato europeo U20 femminile
- Campionato europeo U18 femminile
- Campionato europeo U16 femminile
- Campionati europei di 3x3
- Campionati europei di 3x3 U18

#### Per club
- FIBA Europe Cup
- Basketball Champions League
- EuroLeague Women
- EuroCup Women
- SuperCup Women

### Aboliti

#### Per nazionali
- FIBA EuroBasket Division B

#### Per club
- Coppa Saporta nota precedentemente come Coppa delle Coppe, Coppa d'Europa e Eurocoppa.
- Coppa Korać
- Eurochallenge nota precedentemente come Fiba Eurocup
- EuroCup Challenge

La Fiba in passato ha organizzato anche l'Eurolega, passata sotto l'egida della ULEB dal 6 luglio 2000.

## Premi
- FIBA Europe Player of the Year Award
- FIBA Europe Young Men's Player of the Year Award
- FIBA Europe Women Player of the Year Award
- FIBA Europe Young Women's Player of the Year Award